# En route vers Singapour
Pour les articles homonymes, voir Singapour (homonymie).
Série En route vers…
En route vers Zanzibar
(1941)
Pour plus de détails, voir Fiche technique et Distribution.
En route vers Singapour (Road to Singapore) est un film américain réalisé par Victor Schertzinger, sorti en 1940.
En route vers Singapour est le premier d’une longue série populaire de sept films qui reprend à chaque fois les mêmes ingrédients : de l’humour loufoque, des aventures exotiques, des numéros musicaux et trois stars de la Paramount Pictures, Bing Crosby, Bob Hope et Dorothy Lamour.

## Synopsis
Joshua Mallon V, riche héritier, est fiancé à la jolie Gloria Wycott. N’aspirant qu’à la liberté, il fuit sa vie dorée pour partir à l’aventure en compagnie de son ami Ace Lannigan. En route vers Singapour, les deux compères se retrouvent sur l’île de Kaigoon où ils s’installent et font la rencontre d’une artiste de music-hall, Mima. Maltraitée par son partenaire de scène Caesar avec qui elle exécute un dangereux numéro au fouet, elle l’abandonne et se réfugie chez Josh et Ace pour devenir leur gouvernante. Les deux amis vont vite tomber amoureux de Mima qui avoue aimer l’un d’entre eux mais ne veut pas révéler lequel pour ne pas semer la zizanie. Mais Joshua Mallon IV qui a retrouvé la trace de son fils lui ordonne de rentrer avec lui. Il accepte quand Mima lui déclare que c’est Ace qu’elle aime. Lors d’une escale au retour, Josh est rejoint par Mima et Ace, ce dernier ayant découvert que Mima avait menti pour ne pas priver Josh de tous ses biens. Mima et Josh peuvent maintenant s’aimer.

## Fiche technique
- Titre : En route vers Singapour
- Titre original : Road to Singapore
- Réalisation : Victor Schertzinger
- Scénario : Don Hartman et Frank Butler d'après une histoire de Harry Hervey
- Production : Harlan Thompson et William LeBaron producteur exécutif (non crédité)
- Société de production : Paramount Pictures
- Musique : Victor Young
- Chansons : Johnny Burke, James V. Monaco et Victor Schertzinger
- Chorégraphie : LeRoy Prinz
- Image : William C. Mellor
- Montage : Paul Weatherwax
- Direction artistique : Hans Dreier et Robert Odell
- Costumes : Edith Head
- Pays de production : États-Unis
- Format : Noir et blanc - Son : Mono (Western Electric Mirrophonic Recording)
- Genre : Comédie
- Durée : 85 minutes
- Dates de sortie :
  - États-Unis : 14 mars 1940 (première à New York)
  - États-Unis : 22 mars 1940 (sortie nationale)
  - France : 25 octobre 1950

## Distribution
- Bing Crosby : Joshua 'Josh' Mallon V
- Bob Hope : Ace Lannigan
- Dorothy Lamour : Mima
- Charles Coburn : Joshua Mallon IV
- Judith Barrett : Gloria Wycott
- Anthony Quinn : Caesar
- Jerry Colonna : Achilles Bombanassa
- Pierre Watkin : Morgan Wycott
- Steve Pendleton : Gordon Wycott
- Johnny Arthur : Timothy Willow

Acteurs non crédités :
- Edward Gargan : le marin Bill
- Miles Mander : Sir Malcolm Drake

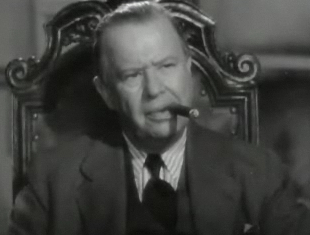
Charles Coburn
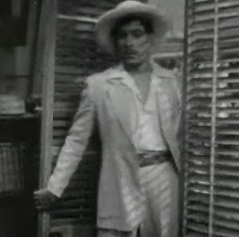
Anthony Quinn
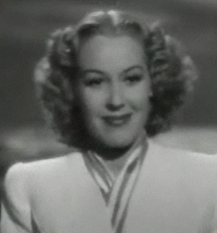
Judith Barrett
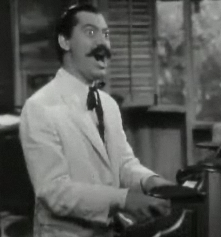
Jerry Colonna

## Chansons
- "Captain Custard"

Chanté par Bing Crosby et Bob Hope
Paroles : Johnny Burke - Musique : Victor Schertzinger
- "The Moon and the Willow Tree"

Chanté par Dorothy Lamour
Paroles : Johnny Burke - Musique : Victor Schertzinger
- "Sweet Potato Piper"

Chanté par Bing Crosby, Dorothy Lamour et Bob Hope
Paroles : Johnny Burke - Musique : James V. Monaco
- "Too Romantic"

Chanté par Bing Crosby et Dorothy Lamour
Paroles : Johnny Burke - Musique : James V. Monaco
- "Kaigoon"

Paroles : Johnny Burke - Musique : James V. Monaco
Chœur